# TSV Eching
Turn- und Sportverein Eching e.V. é uma agremiação alemã, fundada em 1947, sediada no norte de Munique, na Baviera. Além do futebol, possui departamentos de esportes de inverno.

## História
A equipe de futebol passou suas primeiras três décadas na Kreisliga e Bezirksliga antes de ganhar a promoção para a Landesliga Bayern-Süd (V) em 1981. Duas temporadas depois, o time avançou novamente, desta vez para a Oberliga Bayern (IV) por apenas uma única temporada. Outra aparição na Oberliga ocorreu em 1985 antes de retornar mais uma vez, e desta vez permanecendo até 1993 na divisão imediatamente abaixo.
Após ser rebaixado, o clube permaneceu na Landesliga Bayern-Süd nas próximas doze temporadas antes de cair para a Oberbayern Bezirksoberliga (VI), em 2005, e a Bezirksliga Oberbayern-Nord (VII) em 2007. Houve uma recuperação nas temporadas seguintes para o sonhado retorno à Landesliga (VI) em 2009-2010, mas o time terminou em 17º. Em 2011, atuou na Bayern Landesliga-Süd, após ser campeão da Oberbayern Bezirksoberliga (VII) na temporada 2010-2011.

## Títulos
- Landesliga Bayern-Süd
  - Campeão: 1983, 1990;
  - Vice-campeão: 1985, 1995;
- Bezirksoberliga Oberbayern
  - Campeão: 2011;
  - Vice-campeão: 2009;
- Bezirksliga Oberbayern-Nord
  - Campeão: 1980, 1981, 1988, 2008;

## Cronologia recente
A recente performance do clube:
| Temporada | Divisão                     | Módulo | Posição |
| 1999–2000 | Landesliga Bayern-Süd       | V      | 14º     |
| 2000–01   | Landesliga Bayern-Süd       | V      | 4º      |
| 2001–02   | Landesliga Bayern-Süd       | V      | 11º     |
| 2002–03   | Landesliga Bayern-Süd       | V      | 8º      |
| 2003–04   | Landesliga Bayern-Süd       | V      | 17º     |
| 2004–05   | Landesliga Bayern-Süd       | V      | 17º ↓   |
| 2005–06   | Bezirksoberliga Oberbayern  | VI     | 8º      |
| 2006–07   | Bezirksoberliga Oberbayern  | VI     | 15º ↓   |
| 2007–08   | Bezirksliga Oberbayern-Nord | VII    | 1º ↑    |
| 2008–09   | Bezirksoberliga Oberbayern  | VII    | 2º ↑    |
| 2009–10   | Landesliga Bayern-Süd       | VI     | 17º ↓   |
| 2010–11   | Bezirksoberliga Oberbayern  | VII    | 1º ↑    |
| 2011–12   | Landesliga Bayern-Süd       | VI     | º       |

## Fonte
- Grüne, Hardy (2001). Vereinslexikon. Kassel: AGON Sportverlag ISBN 3-89784-147-9